# Dean Parisot
Aldo Luis Parisot, más conocido comoDean Parisot (Wilton, Connecticut; 6 de julio de 1952), es un director y productor estadounidense de cine y televisión. 

## Biografía
Dean Parisot nació en Wilton, Connecticut, hijo de Ellen James, una profesora de arte y pintura, y Aldo Parisot, profesor de violonchelo y de música en la Yale School of Music. Dean Parisot se graduó en la Tisch School of the Arts de la Universidad de Nueva York, y además formó parte del Sundance Institute.
En 1988 ganó el premio Óscar en la categoría de Mejor cortometraje, por su obra The Appointments of Dennis Jennings.

## Vida personal
Parisot estuvo casado con la editora de cine estadounidense Sally Menke, la cual contaba con más de veinte créditos en cine desde 1984 y con la cual tuvo dos hijos, Isabella y Lucas, pero que falleció el 27 de septiembre de 2010.

## Filmografía
| Televisión | Televisión                                         | Televisión                   |
| Año        | Título                                             | Notas                        |
| ---------- | -------------------------------------------------- | ---------------------------- |
| 2018-2019  | Good Girls                                         | Temporada 1, 4 episodios     |
| 2017       | Santa Clarita Diet                                 | Temporada 1, episodio 10     |
| 2016       | Dirk Gently: Agencia de investigaciones holísticas | Temporada 1, episodios 1 y 2 |
| 2015       | Masters of Sex                                     | Temporada 3, episodio 2      |
| 2012-2015  | Justified                                          | 4 episodios                  |
| 2010       | Modern Family                                      | Temporada 2, episodio 16     |
| 2010       | The Good Wife                                      | 2 episodios                  |
| 2002       | Monk                                               | Temporada 1, episodios 1 y 2 |
| 2001       | Curb Your Enthusiasm                               | Temporada 2, episodio 8      |
| 2001       | The Heart Department                               | Película para televisión     |
| 1999       | ATF                                                | Película para televisión     |
| 1995       | ER                                                 | Temporada 2, episodio 4      |
| 1990       | Framed                                             | Película para televisión     |

| Cine | Cine                      |
| Año  | Título                    |
| ---- | ------------------------- |
| 2020 | Bill & Ted Face the Music |
| 2013 | Red 2                     |
| 2005 | Fun with Dick and Jane    |
| 1999 | Héroes fuera de órbita    |
| 1998 | Home Fries                |

| Producción | Producción         | Producción               |
| Año        | Título             | Notas                    |
| ---------- | ------------------ | ------------------------ |
| 2018-2019  | Good Girls         | Serie de televisión      |
| 2013       | Charlie Countryman | Película                 |
| 1999       | ATF                | Película para televisión |

## Premios y distinciones
Premios Óscar
| Año  | Categoría          | Película                            | Resultado |
| ---- | ------------------ | ----------------------------------- | --------- |
| 1989 | Mejor cortometraje | The Appointments of Dennis Jennings | Ganador   |